# Progryllacris
Progryllacris är ett släkte av insekter. Progryllacris ingår i familjen Gryllacrididae.
Kladogram enligt Catalogue of Life:
| Progryllacris | \| \| Progryllacris albonigra \| \| \| \| \| \| Progryllacris inarmata \| \| \| \| \| \| Progryllacris sanctivincentii \| \| \| \| \| \| Progryllacris uncinulata \| \| \| \| |
|               | \| \| Progryllacris albonigra \| \| \| \| \| \| Progryllacris inarmata \| \| \| \| \| \| Progryllacris sanctivincentii \| \| \| \| \| \| Progryllacris uncinulata \| \| \| \| |
|               | Progryllacris albonigra |
|               | |
|               | Progryllacris inarmata |
|               | |
|               | Progryllacris sanctivincentii |
|               | |
|               | Progryllacris uncinulata |
|               | |